# Golf Club José Jurado
El Golf Club José Jurado es un campo y escuela de golf ubicado en la Avenida Roca del barrio de Villa Lugano, al sur de la Ciudad de Buenos Aires. Su campo de golf es uno de los pocos que cuenta con 18 hoyos en la ciudad. El predio de 45 hectáreas es público. 
La cancha de golf consta de 18 hoyos, el par es de 72 (37+35) con 3 salidas: Azules para campeonatos con un total de 6706 yardas, Caballeros con 6428 yardas y Damas de 6428 yardas.
En 1982, la Municipalidad de la ciudad de Buenos Aires creó el Campo de Golf del Parque Almirante Brown. Nueve años más tarde, tomó su denominación actual. Lleva su nombre en honor a José Jurado quien es considerado «el padre del Golf Profesional de Argentina».
La entidad que gestiona actualmente el predio obtuvo una concesión por 20 años, en 2015.